# Cratere Bridgetown
Bridgetown  è un cratere sulla superficie di Marte.